# Damian (Samartzis)
Damian, imię świeckie Dimitrios Samartzis (ur. 1935 w Atenach) – grecki biskup prawosławny, zwierzchnik Autonomicznego Kościoła Prawosławnego Góry Synaj.

## Życiorys
Ukończył studia na kierunku teologia na Uniwersytecie Ateńskim (dyplom w 1959). Po odbyciu dwuletniej zasadniczej służby wojskowej wstąpił jako posłusznik do klasztoru św. Katarzyny na Synaju. W 1962 złożył wieczyste śluby mnisze, po czym został wyświęcony na hierodiakona. W 1965 został hieromnichem. Przez kolejne kilka lat spełniał w monasterze funkcje sekretarza kierującego wspólnotą soboru starców i wykładowcy klasztornej szkoły Abetion w Kairze.
W 1973 został wybrany na przełożonego klasztoru, co oznaczało również godność zwierzchnika Autonomicznego Kościoła Prawosławnego Góry Synaj z siedzibą w Kairze. Chirotonii biskupiej Damiana dokonał patriarcha jerozolimski Benedykt w tym samym roku.